# Sunthorn Phu
Sunthorn Phu (Bangkok 26 juni 1786 - aldaar 1855) was de Thaise koninklijke dichter tijdens de heerschappij van de koningen Rama II en Rama III, en schrijver van meerdere epische gedichten. Hij is het meest bekend door zijn gedicht Phra Aphai Mani, bestaande uit 48.686 coupletten, over de liefde tussen een prinselijke meerman en een yaksha. Dit gedicht is meerdere malen verfilmd.
- Bibsys: 2045716
- Bibliothèque nationale de France: cb129641532 (data)
- Catàleg d'autoritats de noms i títols de Catalunya: 981058513509006706
- Gemeinsame Normdatei: 11862007X
- International Standard Name Identifier: 0000 0001 2208 5971
- Library of Congress Control Number: n85192442
- Nationale Bibliotheek van Letland: 000097109
- Nationale Bibliotheek van Tsjechië: jx20050418009
- Nationale Bibliotheek van Israël: 987007268620405171
- Nederlandse Thesaurus van Auteursnamen: 239393007
- Système universitaire de documentation: 068746105
- Trove: 1171510
- Virtual International Authority File: 7519939